# Bobola Zangasso
Bobola Zangasso é a vila sede da comuna rural de Zanfigué, na circunscrição de Cutiala, na região de Sicasso no sul do Mali.